# 悔返
悔返し（くいかえし）とは、中世日本において、和与・寄進などの財産処分を行って所有権の移動が行われた後に元の所有者あるいはその子孫らがその行為を否定して取り戻す行為。悔返し権という権利も存在していた。

## 概要
平安時代の公家法においてはいかなる場合でも悔返は認められていなかったとするのが通説とされているが、教令違反や不孝など律令法における廃嫡に相応するような罪の事実が子孫にあれば、「後状有効説」によって悔返は認められたとする異説（長又高夫ら）もある。鎌倉時代に入ると、公家法においても子孫に対する悔返が場合によっては認められるようになっていたが、その場合においても親の保護下にない既婚女子への譲与分の悔返の禁止などの厳しい制約が設けられ、特に本人もしくは和与を受けた子孫が第三者に譲った場合（他人和与）にはいかなる場合でも悔返は認められなかった。
これに対して武家法においては惣領の親権をより重要視する立場から、寺社への寄進を除いて広く認められた。御成敗式目によれば、親が子息に譲渡した所領の悔返には何ら妨げは無く、娘の場合でも同様であること、たとえ鎌倉幕府から安堵下文を下されて子息に保障された所領でも例外ではないことが定められた（ただし、外孫（娘の子）に対する悔返は本来は娘に準拠して悔返が認められるとしつつも、実際に問題が生じた場合には証文や所領の実態を見て判断するとされ、外孫の実家との対立を抑制する方針が採られている）。文永4年（1267年）には悔返の対象となり得ない他人和与（第三者への譲渡）そのものを禁止し、また従来夫が所領を譲与した後に離別しても妻に罪が無ければ悔返が出来なかったが、ここで改嫁した前妻への悔返が認められた。また、御成敗式目制定時には兄弟甥姪に対する悔返は他人和与の例に準じて認められていなかった（これは公家法と同様であった）が、仁治元年（1240年）に本主（元の所有者）に父母の礼をなすか恩顧によって分与を得たものが本主に敵対する行動をとった場合には悔返の対象とされ、正応3年（1290年）には兄弟甥姪に対する悔返が全面的に認められた。もっとも、兄弟甥姪など自己の子孫以外の者に対して悔返権を行使する場合には事前に幕府の許可を必要とした。寛元元年（1243年）には、肥後国の相良長頼が前の惣領であった兄の許しを生前に得ていたことを理由に兄の実子に分与されていた所領に対する悔返をしたところ、幕府の許しを得ずに勝手に悔返をしたとして所領の一部を奪われている。また、親による悔返は自由であったとは言え、後日の紛糾を避けるために予め所領の分与を定めた際に作成する譲状や処分状に悔返の要件を定めて自ら制約しようとした例もある。また、親が悔返権を行使した場合でも事後における幕府への報告義務はあったと考えられている。
こうした規定は鎌倉幕府が御家人に対して課していた御家人役が円滑に行われるためには、惣領に対する族的結合と財政基盤の確保が必要であり、そのために惣領の権限強化を図って御家人の所領分散による窮乏化を最低限に留めるためのものであったとされている。
南北朝時代に入ると、公家法でも武家法と同じように悔返を広く認める方向に転換していった。これは公家の間でも所領の分散化を避けて嫡子のみに相続させるという武士と同じような相続形態に変化したことに伴う側面が大きい。なお、寺社に対する寄進については、寺社側からすでに俗界を離れた神仏への寄進物を悔返す謂れはないとする主張が強く唱えられ、こうした寄進は悔返の対象にはならないことが中世の1つの大法として確立することとなった。